# Ilirio
En la mitología griega Ilirio (en griego antiguo: Ιλλύριος, romanizado: Illyriós) era el héroe epónimo de los ilirios. 
Apolodoro opina que Cadmo y Harmonía partieron de Tebas y llegaron a la región de los enqueleos, que habían sido atacados por los ilirios; el dios les vaticinó que vencerían si entregaban el mando a Cadmo y Harmonía; ellos, persuadidos, así lo hicieron y derrotaron a los ilirios. Cadmo reinó sobre los ilirios y tuvo un hijo, Ilirio.
Según Apiano «dicen que el país —Iliria— fue creado por Ilirio, hijo de Polifemo, pues el cíclope Polifemo y su esposa Galatea tuvieron tres hijos, Celto, Ilirio y Galas, que emigraron de Sicilia y gobernaron pueblos que llevaban sus nombres: celtas, ilirios y gálatas. Ilirio tuvo seis hijos: Enqueleo, Autario, Dárdano, Medo, Taulas y Perrebo, y también hijas: Parto, Daorto, Dasaro y otras —el autor no da más detalles—. De ellos surgieron los taulantios, los perrebos, los enquelios, los autariatas, los dardanios, los partinos, los dasaretios y los daorizos. Autario tuvo un hijo Panonio o Peón, y este último tuvo hijos, Escordisco y Tribalo, de los cuales también se originaron naciones con nombres similares —escordiscos y tribalios, respectivamente—. Pero estos asuntos los dejaré a un lado para aquellos que estudian el pasado distante».